# Princípio de Nirvana
O princípio de Nirvana é um conceito que alude em psicanálise aos esforços da psique para eliminar, suprimir ou reduzir ao mínimo possível a tensão da excitação, seja ela motivada por estímulos externos ou respondendo a movimentos internos. O conceito foi originalmente proposto pela psicanalista inglesa Barbara Low e retomado, quase sem modificações, por Sigmund Freud no contexto das novas definições de sua segunda tópica.

## Desenvolvimento do conceito
"Nirvana" é um conceito central do budismo (e em um sentido menos estrito, do hinduísmo, jainismo e outras religiões da Índia, bem como correntes da filosofia oriental). A palavra significa "extinção". Embora haja mais do que meras nuances de diferença na compreensão desse conceito por diferentes religiões e escolas, sua difusão no Ocidente é devida principalmente a Arthur Schopenhauer (1788-1860), passando a sinalizar o estado de cessação do desejo e quietude, ou ainda, popularmente, a um estado de nada absoluto em que toda atividade mental é interrompida, alcançando assim a liberação espiritual completa.
Sua extensão à psicanálise como princípio de funcionamento psíquico foi inicialmente proposta pela psicanalista inglesa Barbara Low (1877-1955), discípula que Freud cita em sua obra Além do Princípio do Prazer, adotando em 1920 o princípio de nirvana com sua definição quase idêntica de "uma tendência a reduzir, à constância, a suprimir a tensão da excitação interna". Aliás, a própria definição instala uma certa ambiguidade entre este princípio (que foca no zeramento da tensão, tal como postulado anteriormente por Freud sob o nome "princípio de inércia") e o princípio da constância, que enfatizaria a tendência de manter constante um certo nível ou homeostase.

Segundo Laplanche, com esse conceito Freud mergulha em um plano filosófico especulativo, estabelecendo uma analogia e pontos de correspondência entre o conceito de nirvana oriental e a pulsão de morte. A contradição pode ser vista refletida nas definições de seu artigo de 1924 O problema econômico do masoquismo: "O princípio do nirvana expressa a tendência do instinto de morte", a tendência radical de trazer toda excitação e todo desejo ao nível zero, diferenciando-o assim do princípio da constância. Mas nele há ambiguidade, como também é afirmado:
"concebemos o princípio que rege todos os processos mentais como um caso especial da tendência à estabilidade de Fechner e, consequentemente, atribuímos ao aparelho mental o objetivo de extinguir, ou pelo menos de manter em um nível tão baixo quanto possível, as quantidades de excitação fluindo para ele. Para essa tendência que foi presumida por nós, Barbara Low sugeriu o nome de princípio do Nirvana, que aceitamos. Mas nós identificamos sem questionar o princípio do prazer-dor com este princípio do Nirvana. Disso se seguiria que toda "dor" coincide com um aumento, todo prazer com um rebaixamento, da tensão de estímulo existente na mente; o princípio do Nirvana (e o princípio do prazer que se presume ser idêntico a ele) estaria inteiramente a serviço dos instintos de morte (cujo objetivo é conduzir nossa existência pulsante à estabilidade de um estado inorgânico) e teria a função de nos alertar contra as reivindicações do instinto de vida, da libido, que tenta perturbar o curso que a vida se esforça para seguir. Infelizmente, essa visão não pode ser correta. Parece que experimentamos o fluxo e refluxo de quantidades de estímulos diretamente nas percepções de tensão que formam uma série, e não se pode duvidar de que existe uma tensão agradável e uma redução "dolorosa" de tensão. ... Seja o que for, devemos perceber que o princípio do Nirvana, que pertence aos instintos de morte, sofreu uma modificação no organismo vivo através do qual se tornou o princípio do prazer, e daqui em diante devemos evitar considerar os dois princípios como um."
Finalmente, o princípio do nirvana pressupõe uma relação estreita entre prazer e aniquilação. Essa relação, que o próprio Freud sempre considerou problemática, também marcou diferenças importantes entre as diferentes escolas psicanalíticas.
Herbert Marcuse, em Eros e Civilização, discute o princípio de Nirvana baseando-se nos escritos de Freud e em considerações de Otto Fenichel, especulando-o como raiz comum das pulsões de prazer e morte (Eros e Tânato), ambas com convergência de meta à regressão ao estado de quiescência, seja pela plenificação e gratificação do princípio do prazer ou pela destrutividade do princípio de morte, para o alívio de tensão. Ele considera que a repressão civilizatória promove a pulsão de morte em movimento de "retornar ao útero", evocando o trauma do nascimento, e que ela explora o princípio de Nirvana a serviço da produtividade da razão instrumental; uma mudança qualitativa da existência, como a liberdade através da dimensão estética, promoveria a liberação do poder criativo de Eros em sublimação não-repressiva e sua contraposição à agressividade, ao satisfazer o princípio de Nirvana.
"O instinto de morte opera sob o princípio do Nirvana: ele tende para aquele estado de 'gratificação constante' onde nenhuma tensão é sentida – um estado sem carência. Esta tendência do instinto implica que suas manifestações destrutivas seriam minimizadas conforme ele se aproximasse de tal estado. Se o objetivo básico do instinto não é o fim da vida, mas da dor – a ausência de tensão – então, paradoxalmente, em termos do instinto, o conflito entre a vida e a morte é tanto mais reduzido quanto mais a vida se aproxima do estado de gratificação. O princípio do prazer e o princípio de Nirvana então convergem. ... À medida que o sofrimento e a necessidade retrocedem, o princípio de Nirvana pode se reconciliar com o princípio de realidade. A atração inconsciente que leva os instintos de volta a um 'estado anterior' seria efetivamente neutralizada pela desejabilidade do estado de vida alcançado."